# Oscar za nejlepší ženský herecký výkon v hlavní roli
Cena Akademie za zásluhy (Academy Award of Merit) za nejlepší herečku v hlavní roli je jednou z cen, kterou každoročně uděluje americká Akademie filmového umění a věd za nejlepší filmové počiny roku.

## Historie
Historicky první držitelkou zlaté sošky za nejlepší ženský herecký výkon se za sezónu 1927/1928 stala Janet Gaynorová za výkon ve filmech V sedmém nebi (Seventh Heaven; 1927), Anděl ulice (Street Angel; 1928) a Východ slunce (Sunrise: A Song of Two Humans; 1927). Od té doby udělila Akademie v této kategorii celkem 83 cen, a to 69 různým herečkám. Až do roku 1936 byli nominováni a oceňováni všichni herci bez ohledu na to, zda se jednalo o hlavní či vedlejší roli. Od roku 1936 jsou výkony ve vedlejších rolích oceňovány samostatně.

## Rekordy a kuriozity
|                                                 | Nejlepší herečka                                                             | Nejlepší herečka | Nejlepší herečka ve vedlejší roli                                | Nejlepší herečka ve vedlejší roli | Celkově                                                          | Celkově |
| ----------------------------------------------- | ---------------------------------------------------------------------------- | ---------------- | ---------------------------------------------------------------- | --------------------------------- | ---------------------------------------------------------------- | ------- |
| Herečka s největším počtem ocenění              | Katharine Hepburnová                                                         | 4                | Shelley Wintersová Dianne Wiestová                               | 2                                 | Katharine Hepburnová                                             | 4       |
| Herečka s největším počtem nominací             | Meryl Streepová                                                              | 14               | Thelma Ritterová                                                 | 6                                 | Meryl Streepová                                                  | 18      |
| Herečka s největším počtem nominací bez ocenění | Deborah Kerrová                                                              | 6                | Thelma Ritterová                                                 | 6                                 | Glenn Close Deborah Kerrová Thelma Ritterová                     | 6       |
| Film s největším počtem nominací                | Vše o Evě Suddenly, Last Summer Nový začátek Cena za něžnost Thelma a Louise | 2                | Tom Jones                                                        | 3                                 | Vše o Evě                                                        | 4       |
| Nejstarší oceněná herečka                       | Jessica Tandy                                                                | 80               | Peggy Ashcroftová                                                | 77                                | Jessica Tandy                                                    | 80      |
| Nejstarší nominovaná herečka                    | Emmanuelle Riva                                                              | 85               | Gloria Stuartová                                                 | 87                                | Gloria Stuartová                                                 | 87      |
| Nejmladší oceněná herečka                       | Marlee Matlinová                                                             | 21               | Tatum O'Neal                                                     | 10                                | Tatum O'Neal                                                     | 10      |
| Nejmladší nominovaná herečka                    | Quvenzhané Wales                                                             | 9                | Tatum O'Neal Mary Badhamová Quinn Cummingsová Abigail Breslinová | 10                                | Tatum O'Neal Mary Badhamová Quinn Cummingsová Abigail Breslinová | 10      |

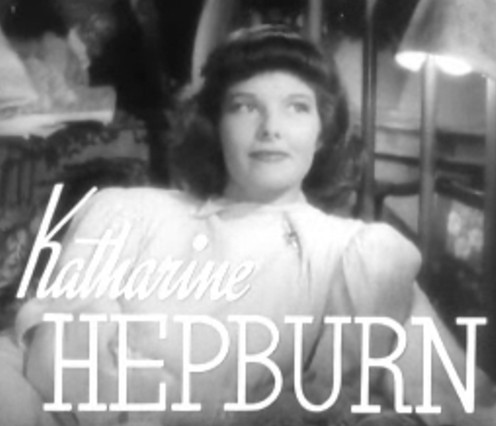
Čtyřnásobná držitelka Katharine Hepburnová

- Katharine Hepburnová, se svými čtyřmi Oscary, drží rekord v počtu ocenění. V těsném závěsu je pak Frances McDormandová se třemi Oscary. Celkem dvanáct žen má na svém kontě dvě zlaté sošky za nejlepší herecký výkon v hlavní roli. V chronologickém pořadí to jsou: Luise Rainerová (v letech 1936, 1937), Bette Davisová (1935, 1938), Olivia de Havilland (1946, 1949), Vivien Leighová (1939, 1951), Ingrid Bergmanová (1944, 1956), Elizabeth Taylorová (1960, 1966), Glenda Jacksonová (1970, 1973), Jane Fondová (1971, 1978), Sally Fieldová (1979, 1984), Jodie Fosterová (1988, 1991) a Hilary Swanková (1999, 2004) a Meryl Streepová (1982, 2011), Emma Stoneová (2016,2023)
- Dvakrát za sebou a tedy obhájit své vítězství v následujícím ročníku dokázali pouze Luise Rainerová (v letech 1936, 1937) a Katharine Hepburnová (v letech 1967, 1968).
- Emma Thompsonová získala Oscara za nejlepší herečku za výkon ve snímku Rodinné sídlo (Howards End; 1992) a cenu Akademie za nejlepší adaptovaný scénář filmu Rozum a cit (Sense and Sensibility; 1995).
- Pěti herečkám se podařilo získat zlatou sošku v obou ženských hereckých kategoriích (v hlavní i vedlejší roli): Helen Hayesové, Ingrid Bergmanové, Maggie Smithové, Meryl Streepové a Jessice Langeové. V součtu obou těchto kategorií je rekordmanka Katharine Hepburnová se čtyřmi zlatými soškami na kontě. V závěsu za ní je Meryl Streepová se třemi Oscary a dále herečky Shelley Wintersová a Dianne Wiestová s dvěma Oscary.
- Nejstarší držitelkou zlaté sošky za nejlepší herecký výkon v hlavní roli se stala v 80 letech Jessica Tandyová, která byla oceněna za svůj výkon ve filmu Řidič slečny Daisy (Driving Miss Daisy; 1989). Nejstarší nominovanou herečkou je Emmanuelle Riva, která byla na cenu navržena ve svých 85 letech za výkon ve filmu Láska (Liebe, 2012).
- Nejmladší oscarovou laureátorkou se stala Marlee Matlinová, které bylo při přebírání zlaté sošky za výkon ve filmu Bohem zapomenuté děti (Children of a Lesser God; 1986) 21 let. Nejmladší nominovanou se ve svých devíti letech stala Quvenzhané Wales, která byla nominována za výkon ve filmu Divoká stvoření jižních krajin (Beasts of the Southern Wild; 2012).
- V roce 2010 se Sandra Bullock stala první herečkou, která obdržela cenu Zlaté maliny za nejhorší herečku a cenu Akademie za nejlepší herečku v jednom víkendu, ale ve dvou různých rolích.[2]

## Vítězové

### Dvacátá léta
| Rok       | Herečka          | Za výkon ve snímku |
| --------- | ---------------- | --- |
| 1927/1928 | Janet Gaynorová  | V sedmém nebi (Seventh Heaven; 1927) Anděl ulice (Street Angel; 1928) Východ slunce (Sunrise: A Song of Two Humans; 1927) |
| 1928/1929 | Mary Pickfordová | Koketa (Coquette; 1929)                                                                                                   |
| 1929/1930 | Norma Shearerová | Rozvedená (The Divorcee; 1930)                                                                                            |

### Třicátá léta
| Rok       | Herečka              | Za výkon ve snímku                                            |
| --------- | -------------------- | ------------------------------------------------------------- |
| 1930/1931 | Marie Dresslerová    | Min and Bill (Min and Bill; 1930)                             |
| 1931/1932 | Helen Hayesová       | The Sin of Madelon Claudet (The Sin of Madelon Claudet; 1931) |
| 1932/1933 | Katharine Hepburnová | Morning Glory (Morning Glory; 1933)                           |
| 1934      | Claudette Colbertová | Stalo se jedné noci (It Happened One Night)                   |
| 1935      | Bette Davisová       | Nebezpečná (Dangerous)                                        |
| 1936      | Luise Rainerová      | Velký Ziegfeld (The Great Ziegfeld)                           |
| 1937      | Luise Rainerová      | Dobrá země (The Good Earth)                                   |
| 1938      | Bette Davisová       | Jezábel (Jezebel)                                             |
| 1939      | Vivien Leighová      | Jih proti Severu (Gone with the Wind)                         |

### Čtyřicátá léta
| Rok  | Herečka             | Za výkon ve snímku                              |
| ---- | ------------------- | ----------------------------------------------- |
| 1940 | Ginger Rogersová    | Slečna Kitty (Kitty Foyle)                      |
| 1941 | Joan Fontaine       | Podezření (Suspicion)                           |
| 1942 | Greer Garsonová     | Paní Miniverová (Mrs. Miniver)                  |
| 1943 | Jennifer Jonesová   | The Song of Bernadette (The Song of Bernadette) |
| 1944 | Ingrid Bergmanová   | Plynové lampy (Gaslight)                        |
| 1945 | Joan Crawfordová    | Mildred Pierceová (Mildred Pierce)              |
| 1946 | Olivia de Havilland | To Each His Own (To Each His Own)               |
| 1947 | Loretta Youngová    | Farmářova dcera (The Farmer's Daughter)         |
| 1948 | Jane Wymanová       | Johnny Belinda (Johnny Belinda)                 |
| 1949 | Olivia de Havilland | Dědička (The Heiress)                           |

### Padesátá léta
| Rok  | Herečka            | Za výkon ve snímku                                  |
| ---- | ------------------ | --------------------------------------------------- |
| 1950 | Judy Hollidayová   | Včera narození (Born Yesterday)                     |
| 1951 | Vivien Leighová    | Tramvaj do stanice Touha (A Streetcar Named Desire) |
| 1952 | Shirley Boothová   | Vrať se, Sábinko (Come Back, Little Sheba)          |
| 1953 | Audrey Hepburnová  | Prázdniny v Římě (Roman Holiday)                    |
| 1954 | Grace Kellyová     | Děvče z venkova (The Country Girl)                  |
| 1955 | Anna Magnaniová    | The Rose Tattoo (The Rose Tattoo)                   |
| 1956 | Ingrid Bergmanová  | Anastázie (Anastasia)                               |
| 1957 | Joanne Woodwardová | Tři tváře Evy (The Three Faces of Eve)              |
| 1958 | Susan Haywardová   | Chci žít! (I Want to Live!)                         |
| 1959 | Simone Signoretová | Místo nahoře (Room at the Top)                      |

### Šedesátá léta
| Rok  | Herečka                                  | Za výkon ve snímku                                                  |
| ---- | ---------------------------------------- | ------------------------------------------------------------------- |
| 1960 | Elizabeth Taylorová                      | Telefon Butterfield 8 (BUtterfield 8)                               |
| 1961 | Sophia Lorenová                          | Horalka (Two Women)                                                 |
| 1962 | Anne Bancroftová                         | Divotvůrkyně (The Miracle Worker)                                   |
| 1963 | Patricia Nealová                         | Hud (Hud)                                                           |
| 1964 | Julie Andrewsová                         | Mary Poppins (Mary Poppins)                                         |
| 1965 | Julie Christieová                        | Drahoušek (Darling)                                                 |
| 1966 | Elizabeth Taylorová                      | Kdo se bojí Virginie Woolfové? (Who's Afraid of Virginia Woolf?)    |
| 1967 | Katharine Hepburnová                     | Hádej, kdo přijde na večeři (Guess Who's Coming to Dinner)          |
| 1968 | Katharine Hepburnová Barbra Streisandová | Lev v zimě (The Lion in Winter) Funny Girl (Funny Girl)             |
| 1969 | Maggie Smithová                          | Nejlepší léta slečny Jean Brodieové (The Prime of Miss Jean Brodie) |

### Sedmdesátá léta
| Rok  | Herečka            | Za výkon ve snímku                                            |
| ---- | ------------------ | ------------------------------------------------------------- |
| 1970 | Glenda Jacksonová  | Zamilované ženy (Women in Love)                               |
| 1971 | Jane Fondová       | Klute (Klute)                                                 |
| 1972 | Liza Minnelliová   | Kabaret (Cabaret)                                             |
| 1973 | Glenda Jacksonová  | Na úrovni (A Touch of Class)                                  |
| 1974 | Ellen Burstynová   | Alice už tu nebydlí (Alice Doesn't Live Here Anymore)         |
| 1975 | Louise Fletcherová | Přelet nad kukaččím hnízdem (One Flew Over the Cuckoo's Nest) |
| 1976 | Faye Dunawayová    | Network (Network)                                             |
| 1977 | Diane Keatonová    | Annie Hallová (Annie Hall)                                    |
| 1978 | Jane Fondová       | Návrat domů (Coming Homer)                                    |
| 1979 | Sally Fieldová     | Norma Rae (Norma Rae)                                         |

### Osmdesátá léta
| Rok  | Herečka              | Za výkon ve snímku                               |
| ---- | -------------------- | ------------------------------------------------ |
| 1980 | Sissy Spacek         | První dáma country music (Coal Miner's Daughter) |
| 1981 | Katharine Hepburnová | Na Zlatém jezeře (On Golden Pond)                |
| 1982 | Meryl Streepová      | Sophiina volba (Sophie's Choice)                 |
| 1983 | Shirley MacLaine     | Cena za něžnost (Terms of Endearment)            |
| 1984 | Sally Fieldová       | Místa v srdci (Places in the Heart)              |
| 1985 | Geraldine Pageová    | The Trip to Bountiful (The Trip to Bountiful)    |
| 1986 | Marlee Matlinová     | Bohem zapomenuté děti (Children of a Lesser God) |
| 1987 | Cher                 | Pod vlivem úplňku (Moonstruck)                   |
| 1988 | Jodie Fosterová      | Znásilnění (The Accused)                         |
| 1989 | Jessica Tandy        | Řidič slečny Daisy (Driving Miss Daisy)          |

### Devadesátá léta
| Rok  | Herečka              | Za výkon ve snímku                           |
| ---- | -------------------- | -------------------------------------------- |
| 1990 | Kathy Batesová       | Misery nechce zemřít (Misery)                |
| 1991 | Jodie Fosterová      | Mlčení jehňátek (The Silence of the Lambs)   |
| 1992 | Emma Thompsonová     | Rodinné sídlo (Howards End)                  |
| 1993 | Holly Hunterová      | Piano (The Piano)                            |
| 1994 | Jessica Langeová     | Operace Blue Sky (Blue Sky)                  |
| 1995 | Susan Sarandonová    | Mrtvý muž přichází (Dead Man Walking)        |
| 1996 | Frances McDormandová | Fargo (Fargo)                                |
| 1997 | Helen Huntová        | Lepší už to nebude (As Good as It Gets)      |
| 1998 | Gwyneth Paltrowová   | Zamilovaný Shakespeare (Shakespeare in Love) |
| 1999 | Hilary Swanková      | Kluci nepláčou (Boys Don't Cry)              |

### První desetiletí 21. století
| Rok  | Herečka              | Za výkon ve snímku                        |
| ---- | -------------------- | ----------------------------------------- |
| 2000 | Julia Robertsová     | Erin Brockovich (Erin Brockovich)         |
| 2001 | Halle Berryová       | Ples příšer (Monster's Ball)              |
| 2002 | Nicole Kidmanová     | Hodiny (The Hours)                        |
| 2003 | Charlize Theronová   | Zrůda (Monster)                           |
| 2004 | Hilary Swanková      | Million Dollar Baby (Million Dollar Baby) |
| 2005 | Reese Witherspoonová | Walk the Line (Walk the Line)             |
| 2006 | Helen Mirrenová      | Královna (The Queen)                      |
| 2007 | Marion Cotillardová  | Edith Piaf (La Vie en Rose)               |
| 2008 | Kate Winsletová      | Předčítač (The Reader)                    |
| 2009 | Sandra Bullock       | Zrození šampióna (The Blind Side)         |

### Druhé desetiletí 21. století
| Rok  | Herečka              | Za výkon ve snímku                                                            |
| ---- | -------------------- | ----------------------------------------------------------------------------- |
| 2010 | Natalie Portmanová   | Černá labuť (Black Swan)                                                      |
| 2011 | Meryl Streepová      | Železná lady (The Iron Lady)                                                  |
| 2012 | Jennifer Lawrenceová | Terapie láskou (Silver Linings Playbook)                                      |
| 2013 | Cate Blanchettová    | Jasmíniny slzy (Blue Jasmine)                                                 |
| 2014 | Julianne Moore       | Pořád jsem to já (Still Alice)                                                |
| 2015 | Brie Larsonová       | Room (Room)                                                                   |
| 2016 | Emma Stoneová        | La La Land (La La Land)                                                       |
| 2017 | Frances McDormandová | Tři billboardy kousek za Ebbingem (Three Billboards Outside Ebbing, Missouri) |
| 2018 | Olivia Colmanová     | Favoritka (The Favourite)                                                     |
| 2019 | Renée Zellweger      | Judy (Judy)                                                                   |

### Třetí desetiletí 21. století
| Rok  | Herečka              | Za výkon ve snímku                                           |
| ---- | -------------------- | ------------------------------------------------------------ |
| 2020 | Frances McDormandová | Země nomádů (Nomadland)                                      |
| 2021 | Jessica Chastainová  | Očima Tammy Faye (The Eyes of Tammy Faye)                    |
| 2022 | Michelle Yeoh        | Všechno, všude, najednou (Everything Everywhere All at Once) |
| 2023 | Emma Stoneová        | Chudáčci (Poor Things)                                       |
| 2024 | Mikey Madison        | Anora (Anora)                                                |